# Киркопа
Киркопа́ (каз. Қырқопа) — село у складі Жангалинського району Західноказахстанської області Казахстану. Адміністративний центр Мендешівського сільського округу.
У радянські часи село називалося Кармановка.
Населення — 696 осіб (2021; 902 у 2009, 945 у 1999, 764 у 1989).